# Kościół św. Gajany w Eczmiadzynie
Kościół św. Gajany w Eczmiadzynie (orm. Սուրբ Գայանե եկեղեցի) – kościół z VII wieku, należący do Apostolskiego Kościoła Ormiańskiego, położony w pobliżu katedry w Eczmiadzynie w Armenii. Jest on najwcześniejszym przykładem architektury wczesnochrześcijańskiej i ormiańskiej, łączącym trójnawową bazylikę z centralną kopułą, która stała się powszechna zarówno w Armenii, jak i w Azji Zachodniej.
Patronką kościoła jest św. Gajana, opatka, która poniosła śmierć męczeńską razem z grupą mniszek za panowania króla Tiridatesa III, zanim władca ten sam przyjął chrzest, a chrześcijaństwo ustanowił religią państwową w 301 roku.
Historia
Kościół wzniesiono na miejscu męczeństwa św. Gajany z polecenia katolikosa Ezry I w latach 630-634. W 1652 roku wyremontowano dach i ściany kościoła. W 1683 roku do zachodniej fasady kościoła dodano łukowy portyk, będący miejscem pochówku duchownych ormiańskich.
W 2000 roku kościół św. Gajany oraz katedra w Eczmiadzynie razem z kilkoma kościołami znajdującymi się w pobliżu została wpisana na listę światowego dziedzictwa UNESCO.
Architektura
Kościół jest trójnawową bazyliką. Ośmiokątny bęben kopuły spoczywa na czterech kolumnach dzielących wnętrze budowli na trzy nawy. We wschodniej ścianie kościoła znajduje się półkolista apsyda. Do wnętrza budowli prowadzą trzy wejścia. Zlokalizowane w ścianie zachodniej wejście główne ma łukowy portyk, boczne wejścia znajdują się na ścianie północnej i południowej.